# Nadiya Kazimirchuk
Nadiya Mykolaivna Kazimirchuk-Fortunatova (en ucraniano: Надія Миколаївна Казімірчук; Kiev, URSS, 27 de septiembre de 1978) es una deportista ucraniana que compitió en esgrima, especialista en la modalidad de espada. Ganó tres medallas de bronce en el Campeonato Europeo de Esgrima entre los años 2002 y 2006.

## Palmarés internacional
| Campeonato Europeo | Campeonato Europeo     | Campeonato Europeo | Campeonato Europeo |
| Año                | Lugar                  | Medalla            | Prueba             |
| ------------------ | ---------------------- | ------------------ | ------------------ |
| 2002               | Moscú (Rusia)          | Medalla de bronce  | Espada por equipos |
| 2005               | Zalaegerszeg (Hungría) | Medalla de bronce  | Espada por equipos |
| 2006               | Esmirna (Turquía)      | Medalla de bronce  | Espada individual  |